# Масерија Нуова II (Лече)
Масерија Нуова II (итал. Masseria Nuova II) је насеље у Италији у округу Лече, региону Апулија.
Према процени из 2011. у насељу је живело 2 становника. Насеље се налази на надморској висини од 35 м.